# Melanoplus hubbelli
Melanoplus hubbelli är en insektsart som beskrevs av Morgan Hebard 1935. Melanoplus hubbelli ingår i släktet Melanoplus och familjen gräshoppor. Inga underarter finns listade i Catalogue of Life.